# Jason van Rooyen
Jason Jullian van Rooyen (* 4. Februar 1997) ist ein südafrikanischer Leichtathlet, der sich auf das Kugelstoßen spezialisiert hat.

## Sportliche Laufbahn
Jason van Rooyen trat 2013 erstmals in Wettkämpfen gegen die nationale Konkurrenz im Kugelstoßen an. Im April belegte er den siebten Platz bei den Südafrikanischen U18-Meisterschaften. 2014 qualifizierte er sich für die Olympischen Jugendspiele in Nanjing und verpasste mit neuer Bestleistung von 19,82 m als Vierter nur knapp die Medaillenränge. 2015 trat er Anfang März bei den U20-Afrikameisterschaften in Addis Abeba an. Zunächst gewann er im Kugelstoßen die Goldmedaille. Zwei Tage später fügte er im Finale des Diskuswerfens eine weitere Bronzemedaille hinzu. Im April siegte er im Kugelstoßen bei den Südafrikanischen U20-meisterschaften und gewann zudem Silber mit dem Diskus. 2016 trat van Rooyen bei den U20-Weltmeisterschaften im polnischen Bydgoszcz an und zog dabei in das Finale ein, das er mit einer Weite von 19,38 m als Achter beendete. 2017 nahm er erstmals an den Südafrikanischen Meisterschaften der Erwachsenen teil und belegte im Kugelstoßen den vierten Platz. Im August trat er bei der Universiade in Taipeh an. Im Kugelstoßen erreichte er das Finale, das er als Elfter auf dem vorletzten Platz beendete. Mit dem Diskus scheiterte er bereits in der Qualifikation.
2018 gewann van Rooyen die Bronzemedaille im Kugelstoßen bei den Südafrikanischen Meisterschaften. Im August trat er dann im Diskuswurf bei den Afrikameisterschaften in Nigeria an, bei denen er den fünften Platz belegte. 2019 nahm er in Neapel zum zweiten Mal an der Universiade teil, wobei er diesmal den sechsten Platz belegte. 2020 übertraf er erstmals die Marke von 20 Metern, bevor er im April Südafrikanischer Vizemeister wurde und seine Bestleistung zudem auf 21,14 m verbesserte. Damit war er für die Olympischen Sommerspiele in Tokio qualifiziert. Dort kam er in der Qualifikation allerdings nicht über 20,29 m hinaus und verpasste damit den Einzug in das Finale.

## Wichtige Wettbewerbe
| Jahr                  | Veranstaltung             | Ort                   | Platz                 | Disziplin             | Weite                 |
| Startet für Südafrika | Startet für Südafrika     | Startet für Südafrika | Startet für Südafrika | Startet für Südafrika | Startet für Südafrika |
| --------------------- | ------------------------- | --------------------- | --------------------- | --------------------- | --------------------- |
| 2014                  | Olympische Jugendspiele   | Nanjing               | 4.                    | Kugelstoßen (5 kg)    | 19,82 m               |
| 2015                  | U20-Afrikameisterschaften | Addis Abeba           | 3.                    | Kugelstoßen (6 kg)    | 17,73 m               |
| 2015                  | U20-Afrikameisterschaften | Addis Abeba           | 3.                    | Diskuswurf (1,75 kg)  | 52,68 m               |
| 2016                  | U20-Weltmeisterschaften   | Bydgoszcz             | 8.                    | Kugelstoßen (6 kg)    | 19,38 m               |
| 2017                  | Universiade               | Taipeh                | 11.                   | Kugelstoßen           | 17,99 m               |
| 2018                  | Afrikameisterschaften     | Asaba                 | 5.                    | Diskuswurf            | 51,82 m               |
| 2019                  | Universiade               | Neapel                | 6.                    | Kugelstoßen           | 19,53 m               |
| 2021                  | Olympische Sommerspiele   | Tokio                 | 19.                   | Kugelstoßen           | 20,29 m               |

## Persönliche Bestleistungen
Freiluft
- Kugelstoßen: 21,14 m, 29. April 2021, Potchefstroom
- Diskuswurf: 52,29 m, 24. Februar 2018, Germiston

## Sonstiges
Jason van Rooyen lebt in Germiston. Er besuchte das Helpmekaar College in Parktown, einem Vorort von Johannesburg.